# Stanisław Szymczyk
Stanisław Szymczyk ps. „Piórko“ (ur. 1 stycznia 1923 w Ostrowcu Świętokrzyskim, zm. 9 sierpnia 2021) – polski lekarz pediatra, żołnierz Armii Krajowej.

## Życiorys
Urodził się w rodzinie urzędnika państwowego Franciszka Szymczyka i Leontyny z d. Pronobis. W 1936 roku wraz z rodziną przeniósł się do Skierniewic. W maju 1939 roku zdał tzw. małą maturę w Gimnazjum im. Bolesława Prusa w Skierniewicach. 
27 grudnia 1939 roku wraz z grupą kolegów z gimnazjalnej drużyny harcerskiej został zaprzysiężony w Służbie Zwycięstwu Polski. W 1940 roku grupa ta weszła w skład Oddziału Dywersyjnego Obwodu Skierniewice „Sroka” pod dowództwem por. Wiesława Konstanciaka ps. „Bonawentura”. Od 1941 roku wraz z oddziałem brał udział w zabezpieczaniu zrzutowisk cichociemnych i zaopatrzenia. W 1943 roku w stopniu plutonowego podchorążego ukończył konspiracyjną Szkołę Podchorążych Rezerwy Piechoty. W ostatniej akcji zbrojnej brał udział 26 grudnia 1944 roku.
Podczas okupacji oficjalnie ukończył Szkołę Handlową i pracował jako uczeń piekarski. 1 kwietnia 1945 roku rozpoczął studia na Wydziale Lekarskim Uniwersytetu Poznańskiego, studia ukończył w 1951. Następnie został powołany do służby w Centrum Wyszkolenia Medycznego w Łodzi, jednak po 3 miesiącach został zwolniony w związku z jego działalnością w AK. Następnie pracował jako ordynator w sanatorium dziecięcym w Trzebnicy, a po dwóch latach objął to samo stanowisko w Szpitalu Miejskim nr 2 w Legnicy.
Od 1963 roku mieszkał w Toruniu, gdzie rozpoczął pracę w Przychodni Kolejowej, której po trzech latach został kierownikiem i sekretarzem POP. Pracował także w pogotowiu ratunkowym. Był członkiem Związku Bojowników o Wolność i Demokrację, a od 2019 roku należał do Koła Toruń Światowego Związku Żołnierzy Armii Krajowej.

## Odznaczenia
Został odznaczony następującymi odznaczeniami:
- Krzyż Kawalerski Orderu Odrodzenia Polski
- Srebrny Krzyż Zasługi
- Krzyż Armii Krajowej
- Krzyż Partyzancki
- Medal Wojska (czterokrotnie)
- Medal Zwycięstwa i Wolności 1945
- Medal Stulecia Odzyskanej Niepodległości
- Odznaka honorowa „Za wzorową pracę w służbie zdrowia”
- Odznaka Honorowa Polskiego Czerwonego Krzyża IV stopnia
- Odznaka Grunwaldzka
- Medal „Pro Patria”
- Medal „Pro Memoria”
- Odznaka „Weteran Walk o Wolność i Niepodległość Ojczyzny”
- Odznaka pamiątkowa Akcji „Burza”
- Srebrna Odznaka „Za zasługi dla transportu”
- Złota Odznaka „Przodujący Kolejarz”